# Lista de municípios do Paraná por PIB
Esse artigo lista os municípios do estado brasileiro do Paraná, localizado na Região Sul do país, de acordo com o Produto Interno Bruto (PIB) referentes a preços correntes (nominal) durante o ano de 2021.
| Acima ou igual a R$ 4,2 bi \| # \| Variação \| Município \| PIB nominal em milhares de R$ (IBGE/2021) \| \| -- \| -------- \| ----------------------- \| ----------------------------------------- \| \| — \| — \| Paraná (total estadual) \| 549.973.000 \| \| 01 \| (0) \| Curitiba \| 98 003 704 \| \| 02 \| (+1) \| São José dos Pinhais \| 27 009 657 \| \| 03 \| (-1) \| Araucária \| 19 724 416 \| \| 04 \| (0) \| Londrina \| 21 729 852 \| \| 05 \| (0) \| Maringá \| 20 005 630 \| \| 06 \| (+1) \| Paranaguá \| 13 647 351 \| \| 07 \| (-1) \| Foz do Iguaçu \| 18 969 765 \| \| 08 \| (0) \| Ponta Grossa \| 19 490 852 \| \| 09 \| (0) \| Cascavel \| 15 787 528 \| \| 10 \| (+2) \| Pinhais \| 7 963 214 \| \| 11 \| (0) \| Guarapuava \| 7 515 223 \| \| 12 \| (-2) \| Toledo \| 6 783 261 \| \| 13 \| (0) \| Colombo \| 4 957 401 \| \| 14 \| (0) \| Campo Largo \| 4 719 807 \| \| 15 \| (0) \| Cambé \| 4 649 742 \| \| 16 \| (+1) \| Campo Mourao \| 4 587 664 \| \| 17 \| (+2) \| Arapongas \| 4 463 602 \| \| 18 \| (0) \| Telemaco Borba \| 4 222 197 Referências [1] \| |          |                         |                                           |
| # | Variação | Município               | PIB nominal em milhares de R$ (IBGE/2021) |
| --- | -------- | ----------------------- | ----------------------------------------- |
| — | —        | Paraná (total estadual) | 549.973.000                               |
| 01 | (0)      | Curitiba                | 98 003 704                                |
| 02 | (+1)     | São José dos Pinhais    | 27 009 657                                |
| 03 | (-1)     | Araucária               | 19 724 416                                |
| 04 | (0)      | Londrina                | 21 729 852                                |
| 05 | (0)      | Maringá                 | 20 005 630                                |
| 06 | (+1)     | Paranaguá               | 13 647 351                                |
| 07 | (-1)     | Foz do Iguaçu           | 18 969 765                                |
| 08 | (0)      | Ponta Grossa            | 19 490 852                                |
| 09 | (0)      | Cascavel                | 15 787 528                                |
| 10 | (+2)     | Pinhais                 | 7 963 214                                 |
| 11 | (0)      | Guarapuava              | 7 515 223                                 |
| 12 | (-2)     | Toledo                  | 6 783 261                                 |
| 13 | (0)      | Colombo                 | 4 957 401                                 |
| 14 | (0)      | Campo Largo             | 4 719 807                                 |
| 15 | (0)      | Cambé                   | 4 649 742                                 |
| 16 | (+1)     | Campo Mourao            | 4 587 664                                 |
| 17 | (+2)     | Arapongas               | 4 463 602                                 |
| 18 | (0)      | Telemaco Borba          | 4 222 197                                 |

1. ↑   Produto Interno Bruto dos Municipios 2021 - acessado em 16 de maio de 2024